# Variations on a Japanese Folksong
Variations on a Japanese Folksong is een compositie voor harmonieorkest van de Nederlandse componist Henk van Lijnschooten. De aanleiding voor deze compositie was een bezoek van de componist aan Japan.
Dit werk werd op cd opgenomen door de Koninklijke Militaire Kapel onder leiding van Jan van Ossenbruggen.